# لامدا (تشريح)
الزاوية القذالية مقرّبة وتتوافق مع نقطة التقاء الدرز السهمي والدرز اللامي - هي نقطة اصطلح على تسميتها «لامدا» (نسبة للحرف اليوناني لامدا حيث أن رسمه (كحرف صغير) يشبه التقاطع الذي تشكّله الُدرز)؛ في الجنين، هذا يكون هذا الجزء من الجمجمة غشائياً، ويسمى اليافوخ الخلفي.

## وصلات خارجية
- درسٌ تشريحي حول lesson1 مُعدٌ بواسطة ويسلي نورمان (جامعة جورجتاون).

1. ↑  نموذج تأسيسي في التشريح، QID:Q1406710